# Умео
За едноименната община вижте Умео (община).
У̀мео (на шведски: Umeå, на фински Uumaja, Уумая) е град в северната част на североизточна Швеция. Разположен е около устието на река Умеелвен в лен Вестерботен. Главен административен център е на лен Вестерботен и едноименната община Умео. Първите сведения за града датират от 14 век. Шосеен транспортен възел. Пристанище на Балтийско море. Има жп гара, летище и университет. Машиностроене и хартиена промишленост. Населението на града е 79 594 жители от преброяването през 2010 г. Умео е един от 133-те града на Швеция, които имат статут на исторически градове.

## Спорт
Представителният женски футболен отбор на Умео е със световна известност. Неговото име е Умео ИК. Мъжкият футболен отбор се казва ФК Умео. Хокейният отбор на града се казва ИФ Бьоркльовен.

## Личности
Родени
- Аня Першон (р.1981), шведска скиорка

## Побратимени градове
- Вааса, Финландия
- Вюрцбург, Германия
- Кашан, Иран
- Оксфорд, Англия
- Петрозаводск, Русия
- Саскатун, Канада
- Хаща, Норвегия
- Хелсингьор, Дания